# Self Control (canção)
"Self Control" é uma canção do cantor italiano Raf, lançada em 1984 e escrita por Giancarlo Bigazzi, Steve Piccolo e Raf. A canção obteve um desempenho razoável na Europa, chegando ao 1° lugar na Itália e Suíça e o top 10 da Áustria, Alemanha e Espanha. No Eurochart Hot 100, a canção conseguiu atingir a posição de número 4.
Raf lançaria várias outras faixas em inglês e relançaria seu álbum de estreia em 1984, Raf, em 198, sob o título Self Control, apresentando duas dessas faixas. Embora seu álbum em inglês e especialmente os singles tenham feito muito sucesso na Itália e em outros lugares, ele começou a lançar seus últimos álbuns em sua língua nativa, quase todos os quais foram melhor recebidos na Itália do que os álbuns em inglês; muitos deles entraram no Top 10 da parada de álbuns da Itália.

## Versão deLaura Branigan
A cantora norte-americana Laura Branigan fez um cover de "Self Control" em 1984. Foi lançado como o primeiro single de seu terceiro álbum de estúdio de mesmo nome, lançado no mesmo ano. A versão de Laura conseguiu grande desempenho em todo o mundo, tendo conseguido alcançar a 1° posição na África do Sul, Alemanha, Áustria, Canadá, Finlândia, Suécia e Suíça, além de alcançar a posição de número 4 na Billboard Hot 100 e o número 5 no Reino Unido.
Em 2004, a Laura Branigan procurou recuperar sua carreira depois de anos longe da indústria da música, primeiro para cuidar de seu marido doente e, em seguida, lamentar sua perda. Ela regravou seus dois maiores sucessos de clube para o 20º aniversário de "Self Control" e eles foram lançados em uma série de remixes como "Gloria 2004" e "Self Control 2004". A última faixa atingiu o Top 10 na parada de vendas de singles da Billboard Hot Dance após a morte repentina de Branigan de um aneurisma em agosto daquele ano.

### História
O primeiro grande sucesso de Branigan também foi co-escrito por Bigazzi: "Gloria" (1982) era um cover em inglês da canção original italiana de 1979 gravada por Umberto Tozzi. No ano seguinte, Branigan gravou outra canção em inglês escrita sobre uma canção de Tozzi e Bigazzi, "Mama", que fazia parte do álbum de 1983 Branigan 2.  Branigan escolheu mais duas canções italianas para seu terceiro álbum: o primeiro, "Ti Amo" com letra de Diane Warrenmais uma vez baseado no original de Tozzi e Bigazzi que foi um single de 1977 para Tozzi. A segunda, "Self Control" se tornou a faixa-título do álbum e seu maior sucesso internacional. "Self Control" foi a única das quatro canções italianas gravadas por Branigan que foi originalmente composta em inglês, e Branigan escolheu gravar a canção conforme escrita. Também ao contrário das outras canções, a versão de Branigan foi contemporânea com a de seu co-escritor.
A gravação de Branigan foi arranjada pelo protegido de Giorgio Moroder, Harold Faltermeyer, com Robbie Buchanan, e produzida por Buchanan com Jack White na Alemanha e em Los Angeles. Um gancho de teclado na versão de Raf foi alterado para um riff de guitarra para a versão de Branigan e uma pausa vocal foi combinada com um elemento percussivo mais agudo e repetido.

### Letra
A canção narra a passagem da cantora para o mundo da vida noturna, cujo fascínio a faz "viver apenas para a noite" e se considerar "viver entre as criaturas da noite". Em vez de realmente invocar mais autocontrole (Self Control), a cantora se dirige a alguém: "você toma meu eu, você toma meu autocontrole".

### Videoclipe
Laura Branigan foi uma das primeiras artistas da era do videoclipe a trabalhar com um diretor vencedor do Oscar em um videoclipe quando William Friedkin (The French Connection e O Exorcista) dirigiu o clipe. Filmado em Nova Jersey e Nova York, o vídeo foi produzido por Fred Caruso e foi ao ar pela primeira vez em abril de 1984.
O vídeo gerou polêmica e a MTV exigiu algumas edições antes de ir ao ar. O Entertainment Tonight exibiu um segmento sobre a reação da rede ao clipe, que estava sendo reproduzido em slots de madrugada em outras redes. Embora Laura resistisse no início, sua gravadora a convenceu a permitir uma pequena alteração e o vídeo foi ao ar na MTV, embora a essa altura o single tivesse chegado ao pico das paradas. Branigan seria indicada ao American Music Award de 1985 como "Artista Feminina de Pop/Rock Favorita". Os outros indicados foram Tina Turner e Cyndi Lauper, que ganharam o prêmio.

### Desempenho gráfico
A gravação de Branigan foi um sucesso multi-formato mundial. Nos Estados Unidos, a canção se tornou o quarto hit consecutivo de Branigan no top 10 das paradas da Billboard em um ano e meio, depois de "Gloria", "Solitaire" e "How Am I Supposed to Live Without You". "Self Control" atingiu a posição de número 2 na Billboard Hot Dance Club Play, número 4 na Hot 100 e número 5 no Adult Contemporary. A canção deu a Laura Branigan a primeira posição na Áustria, Canadá, Suécia e África do Sul e também foi um sucesso estrondoso para Branigan na Noruega (número 2), Irlanda (número 3), Austrália (número 3) e no Reino Unido (número 5). O álbum Self Control de Branigan foi Prata, Ouro e Platina em vários países e rendeu singles subsequentes, embora não da mesma magnitude da faixa-título, em "The Lucky One", "Ti Amo" e "Satisfaction".

### Performances ao vivo
A Laura cantou a música ao vivo em sua estreia no The Tonight Show Starring Johnny Carson em 27 de abril de 1984. Ela também promoveu a música durante as aparições no The Merv Griffin Show, Solid Gold  (12 de maio de 1984),, Dick Clark's American Bandstand (9 de junho de 1984) e o especial de televisão de Dick Clark, "Rock Rolls On", que ela também co-apresentou.

## Versão deRicky Martin
Em 1993, o cantor Ricky Martin gravou um cover em espanhol de "Self Control", intitulado "Que Dia Es Hoy" ("Que Dia é Hoje"). Com letras dos produtores Juan Carlos Calderón e Mikel Herzog, a música foi lançada como single do segundo álbum solo de estúdio de Martin, Me Amaras, em 1993. O single trazia uma versão remixada da faixa. Um videoclipe também foi lançado. Em 2008, a versão remixada foi incluída em CD e DVD, denominada "17".

## Versão deInfernal
Em 2006, a banda dinamarquesa de música eletrônica Infernal, lançou um cover da música em 6 de novembro de 2006 no Reino Unido. A música estreou na parada no número 61 com base apenas em downloads. A faixa também foi lançada na Austrália, como um duplo A-side com "I Won't Be Crying", embora não tenha ficado nas paradas lá. Sua gravação foi notavelmente Top 10 na Finlândia e sua Dinamarca natal.

## Uso na Mídia
- A versão de "Self Control" de Branigan foi apresentada no episódio "The Great McCarthy" de Miami Vice e no filme de TV de 1989 baseado em fatos, The Preppie Murder, e em um episódio de 2007 da série Cold Case .

- Em 2002, a gravação de Branigan foi usada como faixa na estação de rádio fictícia Flash FM no videogame Grand Theft Auto: Vice City, e aparece na coleção de CDs Grand Theft Auto: Vice City Official Soundtrack Box Set, bem como numerosas outras coleções de sucessos.

- Era frequentemente usada como música para o apresentador de talk show de rádio noturno Art Bell quando ele apresentava Coast to Coast AM na década de 1990.

- Ele também foi destaque nas cenas da abertura Knight Rider episódios "Halloween Cavaleiro" e "KITT vs KARR"